# Marzieh Vafamehr
Marzieh Vafamehr es una actriz y cineasta independiente iraní residente en Teherán. Está casada con el director de cine y guionista Nasser Taghvai. 
Marzieh Vafamehr fue detenida el 29 de junio de 2011 tras su participación en la película iranoaustraliana de 2009 Mi Teherán en venta, de Granaz Moussavi, muy crítica con la situación de Irán. Fue la primera actriz iraní que actuó sin hijab tras la revolución de 1979. Fue puesta en libertad el 24 de octubre de 2011 tras abonar una fianza de cuantía desconocida. Según la información que apareció en los medios, fue condenada a 90 latigazos y un año de prisión por aparecer en una película en el papel de una actriz cuyo trabajo está censurado por las autoridades iraníes.
El 27 de octubre de 2011, Amnistía Internacional informó de que una corte de casación iraní había reducido la condena a tres meses de prisión y anulado la flagelación. 
Finalmente Marzieh Vafamehr fue liberada tras 118 días, pero tiene prohibido hacer o participar en películas y cualesquiera otras actividades culturales, así como salir de Irán. 

## Filmografía

### Como actriz
- Mi Teherán en venta
- Bitter Tea
- Zangi y Roomi
- Barefoot In Heaven

### Como directora
- Nabat
- Crossed Out

### Como actriz y directora
- Wind, Ten Years Old